# Arthrobotrys botryospora
Arthrobotrys botryospora är en svampart som beskrevs av G.L. Barron 1979. Arthrobotrys botryospora ingår i släktet Arthrobotrys och familjen vaxskålar.   Inga underarter finns listade i Catalogue of Life.